# Will Stevens
William „Will” Stevens (ur. 28 czerwca 1991 w Rochford) – brytyjski kierowca wyścigowy.

## Życiorys

### Formuła Renault
Will Stevens karierę rozpoczął od startów w kartingu. W 2008 roku zadebiutował w serii wyścigów samochodów jednomiejscowych - zimowej edycji Portugalskiej oraz Brytyjskiej Formuły Renault. W pierwszej z nich dwukrotnie sięgnął po punkty, stając na najniższym stopniu podium w pierwszym starcie na hiszpańskim torze w Jerez. W drugiej z kolei najlepszą uzyskaną lokatą okazała się piąta pozycja w drugim wyścigu w Rockingham. W obu klasyfikacjach uplasował się na 8. miejscu. Stevens wziął udział także w trzech rundach serii Toyota Racing. Uzyskane punkty sklasyfikowały go na 9. pozycji.
W sezonie 2009 brał udział w głównym cyklu Brytyjskiej Formuły Renault. Startując w barwach ekipy Fortec Motorsport, jedyne podium odnotował na torze w Thruxton, gdzie zajął trzecią lokatę. Dzięki zdobytym punktom w klasyfikacji generalnej uplasował się na 7. miejscu. Brytyjczyk zaliczył również gościnny występ w europejskim cyklu. Startując na belgijskim torze Spa-Francorchamps oraz francuskim Bugatti (w Le Mans) był jednak daleki od zdobycia punktów.
W drugim roku startów Stevens siedmiokrotnie meldował się w czołowej trójce, odnosząc przy tym dwa zwycięstwa (ponownie w Thruxton, gdzie sięgnął również po pole position, a także na małej pętli Brands Hatch). Ostatecznie rywalizację zakończył na 4. lokacie. Na węgierskim obiekcie Hungaroring ponownie wystartował w cyklu europejskiego pucharu. Tym razem Stevens zmagania zakończył na wysokiej czwartej oraz drugiej pozycji, jednak nie był liczony do klasyfikacji generalnej.
W roku 2011 Stevens (kontynuując współpracę z Fortec Motorsport) startował w pełnym sezonie Europejskiej Formuły Renault. Stevens czterokrotnie stanął na podium, z czego raz na najwyższym stopniu (na hiszpańskim torze Alcanaz). Brytyjczyk trzykrotnie startował również z pierwszego pola (w tym dwukrotnie w inauguracyjnej rundzie w Hiszpanii). W klasyfikacji generalnej uplasował się na 4. lokacie. Stevens wziął udział także w dwóch rundach brytyjskiej edycji. Wystąpiwszy w dwóch eliminacjach (na Brands Hatch i Snetterton), Brytyjczyk dwukrotnie stanął na średnim stopniu podium. Uzyskane punkty pozwoliły mu zająć 14. pozycję w końcowej klasyfikacji.
W 2012 roku Stevens nawiązał współpracę z brytyjskim zespołem Carlin, na udział w Formule Renault 3.5. Podczas niedzielnego wyścigu na torze Hungaroring stanął na najniższym stopniu podium. Dorobek 59 punktów dał mu 12 lokatę w klasyfikacji generalnej.
Na sezon 2013 Stevens pozostał w Formule Renault 3.5. Tym razem jednak startował w holenderskim zespole P1 by Strakka Racing. W ciągu 17 wyścigów pięciokrotnie stawał na podium, jednak nigdy nie zwyciężał. Z dorobkiem 148 punktów uplasował się na czwartej pozycji w klasyfikacji końcowej.
W sezonie 2014 Stevens przedłużył kontrakt z brytyjską ekipą Strakka Racing. W ciągu siedemnastu wyścigów, w których wystartował czterokrotnie stawał na podium, w tym dwukrotnie na jego najwyższym stopniu. Uzbierał łącznie 122 punkty, co dało mu szóste miejsce w końcowej klasyfikacji kierowców.

### Formuła 1
23 listopada 2014 zadebiutował w Grand Prix Formuły 1, startując w Grand Prix Abu Zabi w bolidzie zespołu Caterham. Zajął 18. miejsce w kwalifikacjach, a wyścig ukończył o jedną pozycję wyżej. W klasyfikacji generalnej został sklasyfikowany na 23 pozycji.

## Wyniki
Stan: 29 listopada 2015

### Formuła Renault 3.5
| Legenda oznaczeń w tabelach wyników Wyświetl szablon na nowej stronie | Legenda oznaczeń w tabelach wyników Wyświetl szablon na nowej stronie                                                                     |
| Oznaczenie                                                            | Wyjaśnienie |
| --------------------------------------------------------------------- | --- |
| Złoty                                                                 | Zwycięzca lub mistrzostwo |
| Srebrny                                                               | 2. miejsce lub wicemistrzostwo |
| Brązowy                                                               | 3. miejsce lub II wicemistrzostwo |
| Zielony                                                               | Ukończył, punktował (w klasyfikacji generalnej, gdy zdobył co najmniej jeden punkt na przestrzeni sezonu, poza trzema powyższymi opcjami) |
| Niebieski                                                             | Ukończył, nie punktował (w klasyfikacji generalnej, gdy nie zdobył co najmniej jednego punktu na przestrzeni sezonu)                      |
| Czerwony                                                              | Nie zakwalifikował się (NZ) |
| Czerwony                                                              | Nie prekwalifikował się (NPK) |
| Różowy                                                                | Nie ukończył (NU) |
| Różowy                                                                | Niesklasyfikowany (NS) (w klasyfikacji generalnej, gdy nie został sklasyfikowany w żadnym wyścigu sezonu)                                 |
| Czarny                                                                | Zdyskwalifikowany (DK) |
| Czarny                                                                | Wykluczony (WYK/EX) |
| Biały                                                                 | Nie wystartował (NW) |
| Biały                                                                 | Kontuzjowany (K/INJ) |
| Biały                                                                 | Wyścig odwołany (OD/C) |
| Bez koloru                                                            | Został wycofany (WYC/WD) |
| Bez koloru                                                            | Nie przybył (NP/DNA) |
| Bez koloru                                                            | Nie brał udziału w treningach (NT/DNP) |
| Bez koloru                                                            | Nie został zgłoszony (–) |
| Pogrubienie                                                           | Start z pole position |
| Kursywa                                                               | Najszybsze okrążenie wyścigu |
| †                                                                     | Nie ukończył, ale jego rezultat został zaliczony ze względu na przejechanie więcej niż 90% dystansu wyścigu.                              |
| *                                                                     | Sezon w trakcie |
| 1/2/3                                                                 | Punktowana pozycja w sprincie kwalifikacyjnym                                                                                             |
| Lista systemów punktacji Formuły 1                                    | |

| Rok  | Zespół               | Wyniki w poszczególnych eliminacjach | Wyniki w poszczególnych eliminacjach | Wyniki w poszczególnych eliminacjach | Wyniki w poszczególnych eliminacjach | Wyniki w poszczególnych eliminacjach | Wyniki w poszczególnych eliminacjach | Wyniki w poszczególnych eliminacjach | Wyniki w poszczególnych eliminacjach | Wyniki w poszczególnych eliminacjach | Wyniki w poszczególnych eliminacjach | Wyniki w poszczególnych eliminacjach | Wyniki w poszczególnych eliminacjach | Wyniki w poszczególnych eliminacjach | Wyniki w poszczególnych eliminacjach | Wyniki w poszczególnych eliminacjach | Wyniki w poszczególnych eliminacjach | Wyniki w poszczególnych eliminacjach | Punkty | Pozycja |
| ---- | -------------------- | ------------------------------------ | ------------------------------------ | ------------------------------------ | ------------------------------------ | ------------------------------------ | ------------------------------------ | ------------------------------------ | ------------------------------------ | ------------------------------------ | ------------------------------------ | ------------------------------------ | ------------------------------------ | ------------------------------------ | ------------------------------------ | ------------------------------------ | ------------------------------------ | ------------------------------------ | ------ | ------- |
| 2012 | Carlin               | ARA                                  | ARA                                  | MON                                  | BEL                                  | BEL                                  | DEU                                  | DEU                                  | RUS                                  | RUS                                  | GBR                                  | GBR                                  | HUN                                  | HUN                                  | FRA                                  | FRA                                  | CAT                                  | CAT                                  | 59     | 12      |
| 2012 | Carlin               | 6                                    | 8                                    | 12                                   | 13                                   | 8                                    | 10                                   | 13                                   | 10                                   | 8                                    | NU                                   | 6                                    | 23                                   | 3                                    | 11                                   | 11                                   | 4                                    | 9                                    | 59     | 12      |
| 2013 | P1 by Strakka Racing | ITA                                  | ITA                                  | ARA                                  | ARA                                  | MON                                  | BEL                                  | BEL                                  | RUS                                  | RUS                                  | AUT                                  | AUT                                  | HUN                                  | HUN                                  | FRA                                  | FRA                                  | CAT                                  | CAT                                  | 148    | 4       |
| 2013 | P1 by Strakka Racing | 18                                   | NU                                   | 2                                    | 4                                    | 7                                    | NU                                   | 2                                    | 4                                    | 3                                    | 4                                    | 6                                    | 8                                    | NU                                   | 5                                    | 13                                   | 2                                    | 3                                    | 148    | 4       |
| 2014 | Strakka Racing       | ITA                                  | ITA                                  | ARA                                  | ARA                                  | MON                                  | BEL                                  | BEL                                  | RUS                                  | RUS                                  | DEU                                  | DEU                                  | HUN                                  | HUN                                  | FRA                                  | FRA                                  | JER                                  | JER                                  | 122    | 6       |
| 2014 | Strakka Racing       | 1                                    | NU                                   | 12                                   | 3                                    | 8                                    | 7                                    | 2                                    | 6                                    | 9                                    | 11                                   | 7                                    | 6                                    | 10                                   | 12                                   | 8                                    | 1                                    | 13                                   | 122    | 6       |

### Formuła 1
| Legenda oznaczeń w tabelach wyników Wyświetl szablon na nowej stronie | Legenda oznaczeń w tabelach wyników Wyświetl szablon na nowej stronie                                                                     |
| Oznaczenie                                                            | Wyjaśnienie |
| --------------------------------------------------------------------- | --- |
| Złoty                                                                 | Zwycięzca lub mistrzostwo |
| Srebrny                                                               | 2. miejsce lub wicemistrzostwo |
| Brązowy                                                               | 3. miejsce lub II wicemistrzostwo |
| Zielony                                                               | Ukończył, punktował (w klasyfikacji generalnej, gdy zdobył co najmniej jeden punkt na przestrzeni sezonu, poza trzema powyższymi opcjami) |
| Niebieski                                                             | Ukończył, nie punktował (w klasyfikacji generalnej, gdy nie zdobył co najmniej jednego punktu na przestrzeni sezonu)                      |
| Czerwony                                                              | Nie zakwalifikował się (NZ) |
| Czerwony                                                              | Nie prekwalifikował się (NPK) |
| Różowy                                                                | Nie ukończył (NU) |
| Różowy                                                                | Niesklasyfikowany (NS) (w klasyfikacji generalnej, gdy nie został sklasyfikowany w żadnym wyścigu sezonu)                                 |
| Czarny                                                                | Zdyskwalifikowany (DK) |
| Czarny                                                                | Wykluczony (WYK/EX) |
| Biały                                                                 | Nie wystartował (NW) |
| Biały                                                                 | Kontuzjowany (K/INJ) |
| Biały                                                                 | Wyścig odwołany (OD/C) |
| Bez koloru                                                            | Został wycofany (WYC/WD) |
| Bez koloru                                                            | Nie przybył (NP/DNA) |
| Bez koloru                                                            | Nie brał udziału w treningach (NT/DNP) |
| Bez koloru                                                            | Nie został zgłoszony (–) |
| Pogrubienie                                                           | Start z pole position |
| Kursywa                                                               | Najszybsze okrążenie wyścigu |
| †                                                                     | Nie ukończył, ale jego rezultat został zaliczony ze względu na przejechanie więcej niż 90% dystansu wyścigu.                              |
| *                                                                     | Sezon w trakcie |
| 1/2/3                                                                 | Punktowana pozycja w sprincie kwalifikacyjnym                                                                                             |
| Lista systemów punktacji Formuły 1                                    | |

| Rok  | Zespół                 | Samochód       | Silnik                         | Wyniki w poszczególnych eliminacjach | Wyniki w poszczególnych eliminacjach | Wyniki w poszczególnych eliminacjach | Wyniki w poszczególnych eliminacjach | Wyniki w poszczególnych eliminacjach | Wyniki w poszczególnych eliminacjach | Wyniki w poszczególnych eliminacjach | Wyniki w poszczególnych eliminacjach | Wyniki w poszczególnych eliminacjach | Wyniki w poszczególnych eliminacjach | Wyniki w poszczególnych eliminacjach | Wyniki w poszczególnych eliminacjach | Wyniki w poszczególnych eliminacjach | Wyniki w poszczególnych eliminacjach | Wyniki w poszczególnych eliminacjach | Wyniki w poszczególnych eliminacjach | Wyniki w poszczególnych eliminacjach | Wyniki w poszczególnych eliminacjach | Wyniki w poszczególnych eliminacjach | Pkt. | Msc. |
| ---- | ---------------------- | -------------- | ------------------------------ | ------------------------------------ | ------------------------------------ | ------------------------------------ | ------------------------------------ | ------------------------------------ | ------------------------------------ | ------------------------------------ | ------------------------------------ | ------------------------------------ | ------------------------------------ | ------------------------------------ | ------------------------------------ | ------------------------------------ | ------------------------------------ | ------------------------------------ | ------------------------------------ | ------------------------------------ | ------------------------------------ | ------------------------------------ | ---- | ---- |
| 2014 |                        |                |                                | Australia                            | Malezja                              | Bahrajn                              |                                      | Hiszpania                            | Monako                               | Kanada                               | Austria                              | Wielka Brytania                      | Niemcy                               | Węgry                                | Belgia                               | Włochy                               | Singapur                             | Japonia                              | Rosja                                | Stany Zjednoczone                    | Brazylia                             |                                      | 0    | 23   |
| 2014 | Caterham F1 Team       | Caterham CT05  | Renault Energy F1-2014 1.6 V6T | –                                    | –                                    | –                                    | –                                    | –                                    | –                                    | –                                    | –                                    | –                                    | –                                    | –                                    | –                                    | –                                    | –                                    | –                                    | –                                    | –                                    | –                                    | 17                                   | 0    | 23   |
| 2015 |                        |                |                                | Australia                            | Malezja                              |                                      | Bahrajn                              | Hiszpania                            | Monako                               | Kanada                               | Austria                              | Wielka Brytania                      | Węgry                                | Belgia                               | Włochy                               | Singapur                             | Japonia                              | Rosja                                | Stany Zjednoczone                    | Meksyk                               | Brazylia                             |                                      | 0    | 21   |
| 2015 | Manor Marussia F1 Team | Marussia MR03B | Ferrari 059/3 1.6 V6T          | NZ                                   | NW                                   | 15                                   | 16                                   | 17                                   | 17                                   | 17                                   | NU                                   | 13                                   | 16†                                  | 16                                   | 15                                   | 15                                   | 19                                   | 14                                   | NU                                   | 16                                   | 17                                   | 18                                   | 0    | 21   |

### Podsumowanie
| Sezon     | Seria                                                  | Zespół                 | Wyścigi          | Zwycięstwa       | PP               | NO               | Podium           | Punkty           | Pozycja          |
| --------- | ------------------------------------------------------ | ---------------------- | ---------------- | ---------------- | ---------------- | ---------------- | ---------------- | ---------------- | ---------------- |
| 2008      | Portugalska Formuła Renault 2.0 Junior (edycja zimowa) | Fortec Motorsport      | 4                | 0                | 0                | 1                | 1                | 15               | 8                |
| 2008      | Brytyjska Formuła Renault (edycja zimowa)              | Fortec Motorsport      | 4                | 0                | 0                | 0                | 0                | 54               | 8                |
| 2008/2009 | Toyota Racing Series                                   | Giles Motorsport       | 9                | 0                | 1                | 0                | 5                | 491              | 9                |
| 2009      | Brytyjska Formuła Renault                              | Fortec Motorsport      | 20               | 0                | 0                | 0                | 1                | 247              | 7                |
| 2009      | Europejski Puchar Formuły Renault 2.0                  | Fortec Motorsport      | 4                | 0                | 0                | 0                | 0                | 0                | NS†              |
| 2010      | Brytyjska Formuła Renault                              | Manor Competition      | 20               | 2                | 1                | 0                | 7                | 397              | 4                |
| 2010      | Północnoeuropejski Puchar Formuły Renault 2.0          | MP Motorsport          | 3                | 1                | 0                | 1                | 1                | 58               | 17               |
| 2010      | Europejski Puchar Formuły Renault 2.0                  | Manor Competition      | 2                | 0                | 0                | 0                | 1                | 0                | NS†              |
| 2011      | Europejski Puchar Formuły Renault 2.0                  | Fortec Motorsport      | 14               | 1                | 3                | 0                | 4                | 116              | 4                |
| 2011      | Brytyjska Formuła Renault                              | Fortec Motorsport      | 4                | 0                | 1                | 0                | 2                | 76               | 14               |
| 2012      | Formuła Renault 3.5                                    | Carlin                 | 17               | 0                | 0                | 0                | 1                | 59               | 12               |
| 2013      | Formuła Renault 3.5                                    | P1 by Strakka Racing   | 17               | 0                | 0                | 2                | 5                | 148              | 4                |
| 2013      | Formuła 1                                              | Caterham F1 Team       | Kierowca testowy | Kierowca testowy | Kierowca testowy | Kierowca testowy | Kierowca testowy | Kierowca testowy | Kierowca testowy |
| 2014      | Formuła Renault 3.5                                    | Strakka Racing         | 17               | 2                | 1                | 0                | 4                | 122              | 6                |
| 2014      | Formuła 1                                              | Caterham F1 Team       | 1                | 0                | 0                | 0                | 0                | 0                | 23               |
| 2015      | Formuła 1                                              | Manor Marussia F1 Team | 19               | 0                | 0                | 0                | 0                | 0                | 21               |

† - Stevens nie był zaliczany do klasyfikacji.